# Pedro Sirotsky
José Pedro Pacheco Sirotsky (Porto Alegre, 19 de outubro de 1956) é um jornalista brasileiro. Também conhecido como Pedrinho Sirotsky, faz parte do conselho de administração do Grupo RBS, empresa fundada por seu pai, Maurício Sirotsky Sobrinho.

## História
Na década de 1970, Pedrinho Sirotsky foi apresentador do programa musical Transasom, exibido na Rádio e na TV Gaúcha (RBS TV). Mais tarde passou a trabalhar na Rádio Atlântida, também do Grupo RBS. Em 2008 passou a compor o conselho de administração da empresa.